# Polychrysia maculata
Polychrysia maculata är en fjärilsart som beskrevs av Barend J. Lempke 1949. Polychrysia maculata ingår i släktet Polychrysia och familjen nattflyn. Inga underarter finns listade i Catalogue of Life.